# Otfried Nassauer

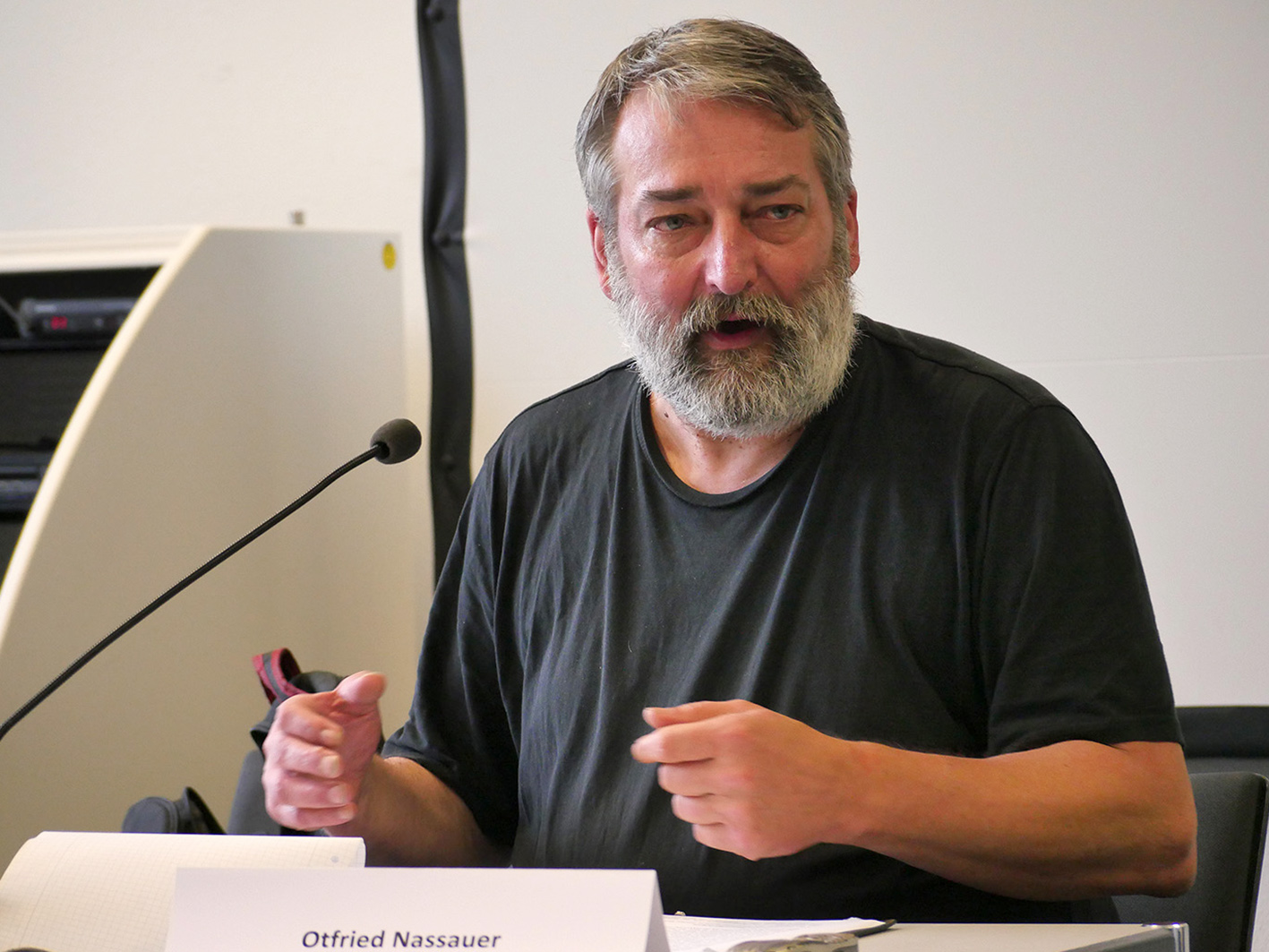
Nassauer 2018 auf einer Tagung der Evangelischen Akademie Baden

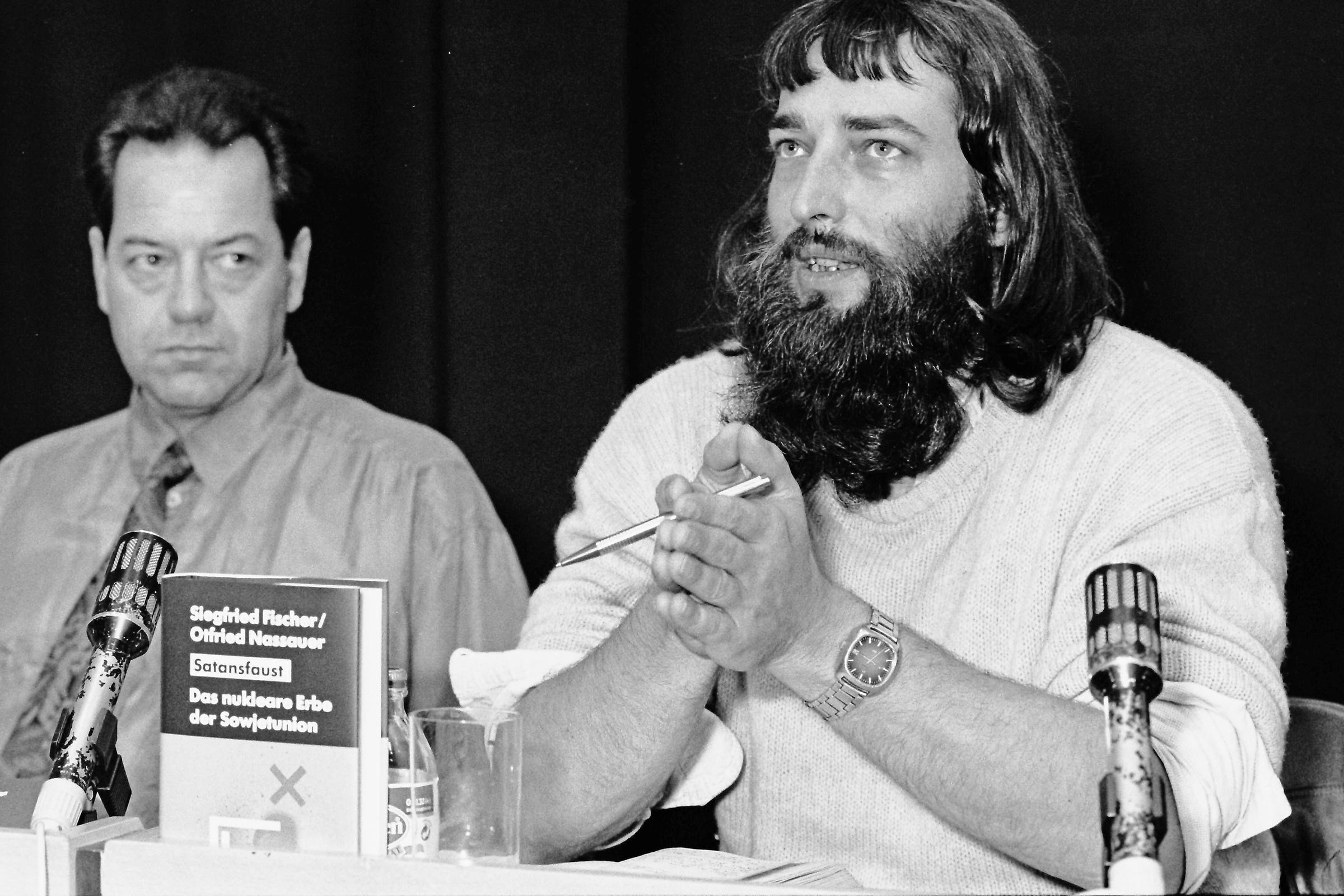
Nassauer (rechts) und Siegfried Fischer 1992 bei der Präsentation von „Satansfaust“

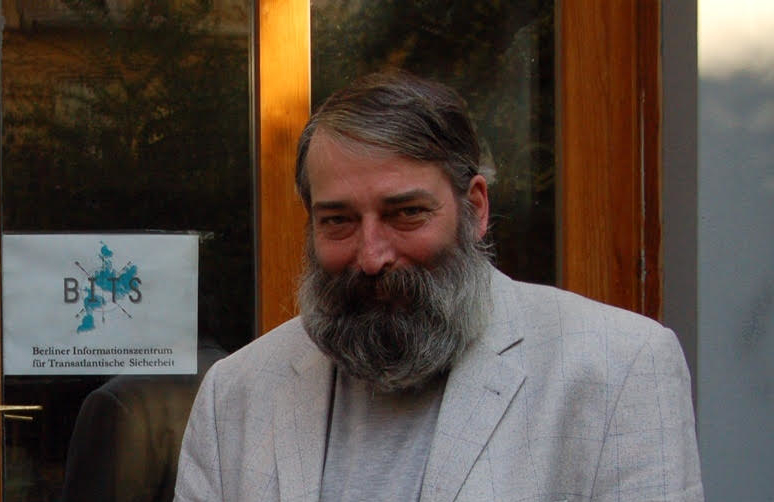
Nassauer im Jahr 2010 vor dem BITS-Büro in der Rykestraße 13 im Prenzlauer Berg anlässlich eines Treffens mit Kathrin Vogler (MdB, Die Linke)

Otfried Nassauer (* 20. August 1956 in Siegen; † 1. Oktober 2020 in Berlin) war ein deutscher Journalist und Friedensforscher, der an der Schnittstelle von Zivilgesellschaft, Medien und Politik rund vierzig Jahre lang den Diskurs über die deutsche und internationale Militär- und Sicherheitspolitik maßgeblich prägte.

## Leben
Nassauer studierte in Hamburg evangelische Theologie. Bereits kurz nach Gründung der Grünen 1980 wurde er als Parteiloser in deren Fachgruppe „Frieden und Internationales“ sowie in der Bundarbeitsgemeinschaft „Frieden“ aktiv. Nachdem 1983 der Koordinationsausschuss der Friedensbewegung formiert wurde, engagierte Nassauer sich auch dort als sicherheitspolitischer Berater. Als 1987 die Grünen-Politikerin Angelika Beer erstmals zum Mitglied des Deutschen Bundestages gewählt wurde, agierte er als ihr enger Berater, insbesondere mit Blick auf ihre Arbeit im Verteidigungsausschuss des Parlaments.
Schon kurz nach dem Fall der Berliner Mauer organisierte er ein Treffen zwischen Offizieren der Nationalen Volksarmee von der Militärakademie „Friedrich Engels“ in Dresden und solchen von der Führungsakademie der Bundeswehr in Hamburg. Mit ostdeutschen Militärs und Friedensengagierten nahm er sowohl an Veranstaltungen im Hauptquartier der NATO wie auch des neuen russischen Generalstabs teil. 1991 gründete Nassauer zusammen mit Friedensforschern aus der Bundesrepublik und der ehemaligen Deutschen Demokratischen Republik (DDR) das Berliner Informationszentrum für Transatlantische Sicherheit (BITS) im ehemaligen Ostberlin. Im darauf folgenden Jahr gab er mit seinem Co-Direktor Siegfried Fischer, einem ehemaligen Stabsoffizier der Volksmarine und Militärdozenten, den Sammelband Satansfaust. Das nukleare Erbe der Sowjetunion mit Beiträgen von Fachleuten aus West und Ost heraus. Als Leiter des BITS befasste er sich über die folgenden fast drei Jahrzehnte mit dem gesamten Spektrum an Entwicklungen im sicherheitspolitischen Sektor. Ein Schwerpunkt blieb dabei die Rüstungskontrolle von Atomwaffen, vor allem die nukleare Teilhabe Deutschlands über die Stationierung von Atombomben der USA auf dem Fliegerhorst Büchel. Ein weiterer Fokus war die Analyse von deutschen Rüstungsexporten. So beschäftigte er sich intensiv mit der Lieferung von deutschen Unterseebooten an Israel und andere Staaten. Auch im Bereich der Kleinwaffen engagierte er sich, insbesondere zu den Kampagnen des pazifistischen Friedensaktivisten Jürgen Grässlin gegen den Gewehrproduzenten Heckler & Koch. Nach der Gründung des Deutschen Initiativkreises für das Verbot von Landminen 1995 unterstützte er dieses mit einer Studie über Landminen Made in Germany.
Als sich Bündnis 90/Die Grünen in den 1990er Jahren für Auslandseinsätze der Bundeswehr öffnete, beriet Nassauer zunehmend die Partei des Demokratischen Sozialismus (PDS) und ihre Nachfolgerin, Die Linke.
Nassauer veröffentlichte im Print- und Onlinebereich unter anderem in der taz, dem Neuen Deutschland, dem Spiegel, dem Friedensforum, der Jungen Welt, The European und in Das Blättchen.
Im Hörfunk prägte Nassauer mit mehr als 150 Beiträgen ab 1993 insbesondere die NDR-Info-Sendereihe Streitkräfte und Strategien.
Im Fernsehbereich wirkte er mit Hintergrundrecherchen an zahlreichen Beiträgen vor allem der investigativen ARD-Magazine Report Mainz und Monitor mit.
Am 30. September 2020 informierte der Vorstand der Internationalen Liga für Menschenrechte Nassauer darüber, dass das Kuratorium des Vereins beschlossen hatte, ihn mit der Carl-von-Ossietzky-Medaille 2020 auszuzeichnen. Am darauf folgenden Tag, in der Nacht auf den 2. Oktober, verstarb Nassauer im Alter von 64 Jahren in seiner Berliner Wohnung. 

Wie sehr Nassauer als Experte wie als Mensch über fast das gesamte politische Spektrum geschätzt wurde, belegt die Tatsache, dass zahlreiche Trauerbekundungen nicht nur aus der Friedensbewegung erfolgten, sondern auch in mehreren Leitmedien von Politikern verschiedener Parteien sowie aus Kreisen der Bundeswehr. Die taz-Chefredakteurin Ulrike Winkelmann beschrieb Nassauer in ihrem Nachruf als „unersetzlich“ und als wandelnde Enzyklopädie:
„Otfried aber kannte jede verdammte Schraube an den Kampfdrohnen, die die Bundeswehr beschaffen wollte, an den U-Booten, die nach Israel geliefert wurden, an den Leopard-Panzern, die Saudi-Arabien von Krauss-Maffei Wegmann kaufen wollte.“

## Veröffentlichungen
- Intervenieren für eine neue Weltordnung?, in: Gibt es in der Frage Krieg oder Frieden noch den Westen? Beiträge zum 12. Dresdner Friedenssymposium am 14. Februar 2004. (Hrsg.) Dresdener Studiengemeinschaft Sicherheitspolitik (DSS) e. V.: DSS-Arbeitspapiere, Dresden 2004, Heft 69, S. 14–29.
- Wird Europa technisch ausgetrickst? Der letzte Text des Friedensforschers Otfried Nassauer: Die USA sind dabei, ihre militärischen Verbündeten in Sachen Nuklearstrategie kaltzustellen. In: nd. Der Tag vom 16. November 2020, S. 3 (ganzseitiger Beitrag)

- 50 Jahre Nuklearwaffen in Deutschland (BPB)
- Otfried Nassauer: Atomwaffen: Rechentricks lassen Abrüstung größer erscheinen – Spiegel Online, 22. April 2010
- Otfried Nassauer: Bomben in Europa: US-Ministerium will Alt-Atomwaffen modernisieren – Spiegel Online, 15. März 2010